# Grenoble École de Management
Grenoble École de Management (GEM) je evropská obchodní škola s kampusy (pobočkami) v Grenoblu. Škola byla založena v roce 1984.

## Popis
GEM je akreditovaná u třech mezinárodních organizací: EQUIS, AMBA, a AACSB. Škola má přibližně 25 000 absolventů ze 133 zemí a více než 140 národností.

## Programy
GEM nabízí magisterský program v oboru managementu (Master in Management), několik specializovaných magisterských programů v oborech jako marketing, finance, média či personalistika (HR). Dále škola nabízí programy „MBA”. GEM také nabízí doktorské studium, které vede k získání titulu Ph.D.

## Mezinárodní srovnání
V roce 2015 se program “Master in Management” umístil na 20. místě v mezinárodním žebříčku deníku Financial Times.